# Starodniprovske, Solone
Starodniprovske (în ucraineană Стародніпровське) este un sat în comuna Pîsmeceve din raionul Solone, regiunea Dnipropetrovsk, Ucraina.

## Demografie
Componența lingvistică a localității Starodniprovske
     Ucraineană (93,81%)
     Rusă (3,09%)
     Belarusă (3,09%)
Conform recensământului din 2001, majoritatea populației localității Starodniprovske era vorbitoare de ucraineană (93,81%), existând în minoritate și vorbitori de rusă (3,09%) și belarusă (3,09%).